# 상평동 (진주시)
상평동(上坪洞)은 대한민국 경상남도 진주시의 동이다. 넓이는 3.05km2이고, 인구는 2011년 7월 1일을 기준으로 5,390세대 13,857명이다.

## 개요
1914년 행정구역 폐합에 따라 하평동,상평동 일부를 병합하여 상평리라 하였는데 1938년 진주읍 구역확장에 의거 진주읍에 편입되어 "리"가 "동"으로 되었다. 대한민국정부수립 이후 1954년 10월 진주시 조례제정에 의거 상평동, 서동으로 되었으며 1990년 4월 1일 상평동동, 상평서동으로 된 2개의 법정동을 상평동으로 통.폐합하였다. 상평동은 본래 주군 도동면의 지역으로서 ‘큰들 윗쪽’이 되므로 ‘웃들’ 또는 ‘상평’이라 불리었다.

## 행정 구역
- 상평동

## 교육
- 가람초등학교
- 삼현여자중학교
- 삼현여자고등학교
- 진주기계공업고등학교

## 시설
- 경남일보
- 한일병원